# 徐鑫昌
徐鑫昌（1937年—2018年），台灣陶藝家，生於苗栗縣公館鄉，19歲開始學陶，專長「手擠坯」技法，製作超大型陶缸，雙手將泥條擠壓製成大型陶器，又稱「手做」、「擠土蛇」、「土內走」，客語稱「做大硘」、「接硘」，擠坯師傅又稱「大硘手」。
1956年開始在廣福窯業隨洪廣福師傅習陶，1958至吳開興的福興窯業學藝。
2018年底辭世，2019年苗栗縣政府文觀局與公館鄉陶瓷博物館舉辦徐鑫昌紀念特展。